# 沈阳出租车

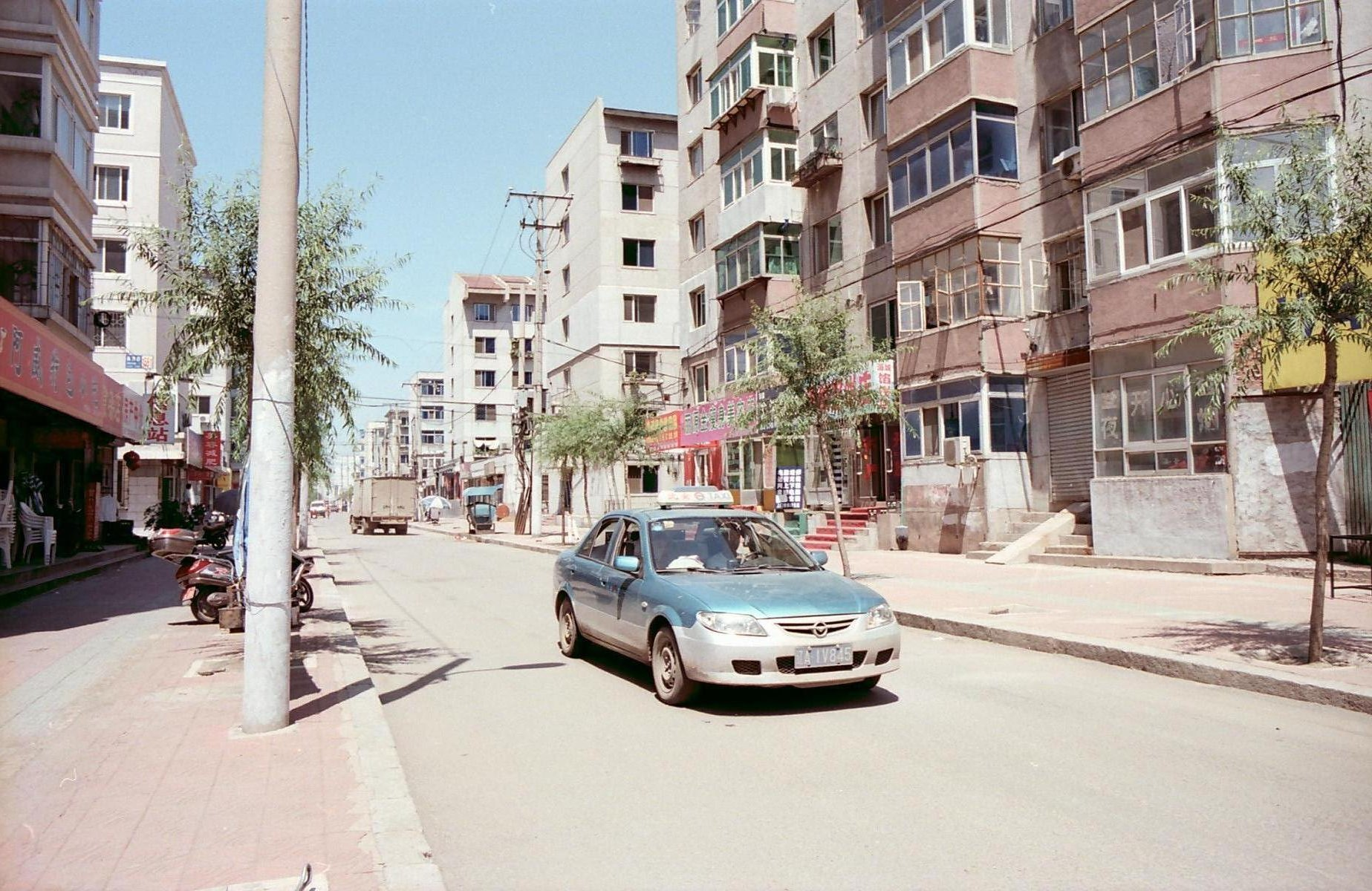
蘇家屯區的海馬出租車（2010年）

沈阳出租车是中國遼寧省沈阳市的一种城市交通方式。

## 历史
1978年，沈阳出现了最早的出租汽车。1984年，沈阳引进了100余辆轿车，并成立了出租汽车公司。二十世纪90年代中期开始，沈阳市大规模发展了出租车行业，到1997年最后一次大批量增加出租车为止，出租汽车总量就一直控制在2万辆以内。大众桑塔纳、大众捷达和华晨中华相继成为沈阳出租车型。目前，沈阳市内主要使用华晨中华和北京现代等中高档车型。

## 价钱
目前，沈阳出租车实行的价格是起步价3公里9元，里程运价为1元/500米，夜间时段（22：00-次日6：00）和夏季使用冷气时，起步价为10元/3公里，里程运价为1元/455米。附加阶梯式里程返空费计价，里程超过15公里至20公里，加收30%里程运价；20公里以上，加收50%里程运价。附加低速等时费，当车辆行驶时速低于12公里时，按运距计价不变，与计时收费并计，平峰时段累计每3分钟收费1元、高峰时段（早7:00-9:00，晚4:30-6:30），累计每2分钟收费1元。